# Källö-Knippla
Källö-Knippla, a veces solo Knippla, es una isla y localidad del municipio de Öckerö en el archipiélago de Gotemburgo, Västra Götaland, Suecia. Las dos islas originales, Källö y Knippla, ahora están unidas y el estrecho entre ellas está completamente lleno. Tenía una población de 285 habitantes en 2023, en un área de 35 ha.